# Bryoptera atomosaria
Bryoptera atomosaria là một loài bướm đêm trong họ Geometridae.